# Bolbocerastes peninsularis
Bolbocerastes peninsularis is een keversoort uit de familie cognackevers (Bolboceratidae). De wetenschappelijke naam van de soort werd in 1906 gepubliceerd door Charles Frederic August Schaeffer.